# Punta de l'Edrera
La Punta de l'Edrera és una muntanya de 1.080 metres que es troba al municipi d'Alfara de Carles, a la comarca catalana del Baix Ebre.